# PlayStation 3
Herní zařízení PlayStation 3 (nejprve značeno PLAYSTATION 3, po příchodu slim verze jako PlayStation 3 nebo i PS3) je v pořadí třetí konzole od společnosti Sony Computer Entertainment, je to nástupce konzole PlayStation 2 a zařazuje se do rodiny herních konzolí PlayStation. PlayStation 3 se zrodil v sedmé generaci konzolí a soupeří s konzolemi Xbox 360 od Microsoftu a Wii od Nintenda.
Hlavním rozdílem PlayStationu 3 od předešlých konzolí PlayStation je jeho herní online služba PlayStation Network, která je v rozporu s politikou Sony u minulých verzí PlayStationů, kde nechávala čistě na vývojářích, jestli bude jejich hra podporovat hraní online. Dalšími hlavními vlastnosti této konzole je mnoho multimediálních funkcí, propojení s přenosnou konzolí PlayStation Portable a použití optického formátu Blu-ray jako úložiště pro hry či filmy. PlayStation 3 je také první multimediální zařízení, které podporuje Blu-ray profil verze 2.0.
PlayStation 3 byl poprvé vydán 11. listopadu 2006 v Japonsku, 17. listopadu 2006 v Severní Americe, 16. března 2007 ve Spojeném království a Irsku a nakonec 23. března 2007 v Evropě a Oceánii. V den vydání byly na trhu dvě verze, první měla pevný disk o velikosti 20GB a druhá verze s kapacitou pevného disku 60GB, která měla i několik funkcí navíc, model s 20GB pevným diskem nebyl nikdy vydán v Evropě a Oceánii. Od vydání konzole bylo vydáno několik revizí konzole, největší změnou bylo uvedení slim modelu v září 2009, který s sebou přines nové logo konzole a i jiný typ psaní jména konzole.

## Historie
Sony oficiálně odhalila PlayStation 3 (propagováno jako PLAYSTATION 3) 16. května 2005 na herní konferenci E3 2005, konzoli představila s ovladačem v bumerangovém stylu. Funkční model konzole zde představen nebyl, ale ani v září 2005 na Tokyo Game Show, ačkoli Sony u obou výstav pořádala předváděcí akce pro demonstraci výkonu konzole, kde předváděla hru Metal Gear Solid 4: Guns of the Patriots a technologické demo hry Final Fantasy VII. Počáteční prototyp konzole byl k vidění v květnu 2005, který obsahoval dva HDMI porty, tři síťové Ethernet porty a šest USB portů. Když byla konzole znovu viděna o rok později na konferenci E3 2006, obsahovala už pouze jeden HDMI port, jeden Ethernet port a čtyři USB porty kvůli menším výrobním nákladům. Sony tehdy oznámila dva modely, které budou v prodeji den vypuštění na trh – 20GB (499€) a 60GB (599€) model. Model s kapacitou pevného disku 60GB obsahoval HDMI port na rozdíl od 20GB modelu, měl Wi-Fi internet, čtečku paměťových karet a chromový obal se stříbrným logem. Oba dva modely byly v den uvedení na trhu – 11. listopadu v Japonsku a 17. listopadu 2006 v Severní Americe.
6. září 2006, Sony oznámila chystané uvedení na trh konzole PlayStation 3 pro PAL region až na 23. březen 2007 kvůli nedostatku materiálu použitém v Blu-Ray mechanikách.
Na výstavě Tokyo Game Show 22. září 2006 Sony oznámila HDMI port na levnějším 20GB modelu, ale neměl chromový obal, čtečku paměťových karet, stříbrné logo a Wi-Fi připojení. Cena 20GB modelu byla v Japonsku o 20 % menší, než cena 60GB modelu. Během konference Sony ukázala 27 her běžících na finálním sestavení hardwaru obsaženého v konzoli.

### Uvedení konzole

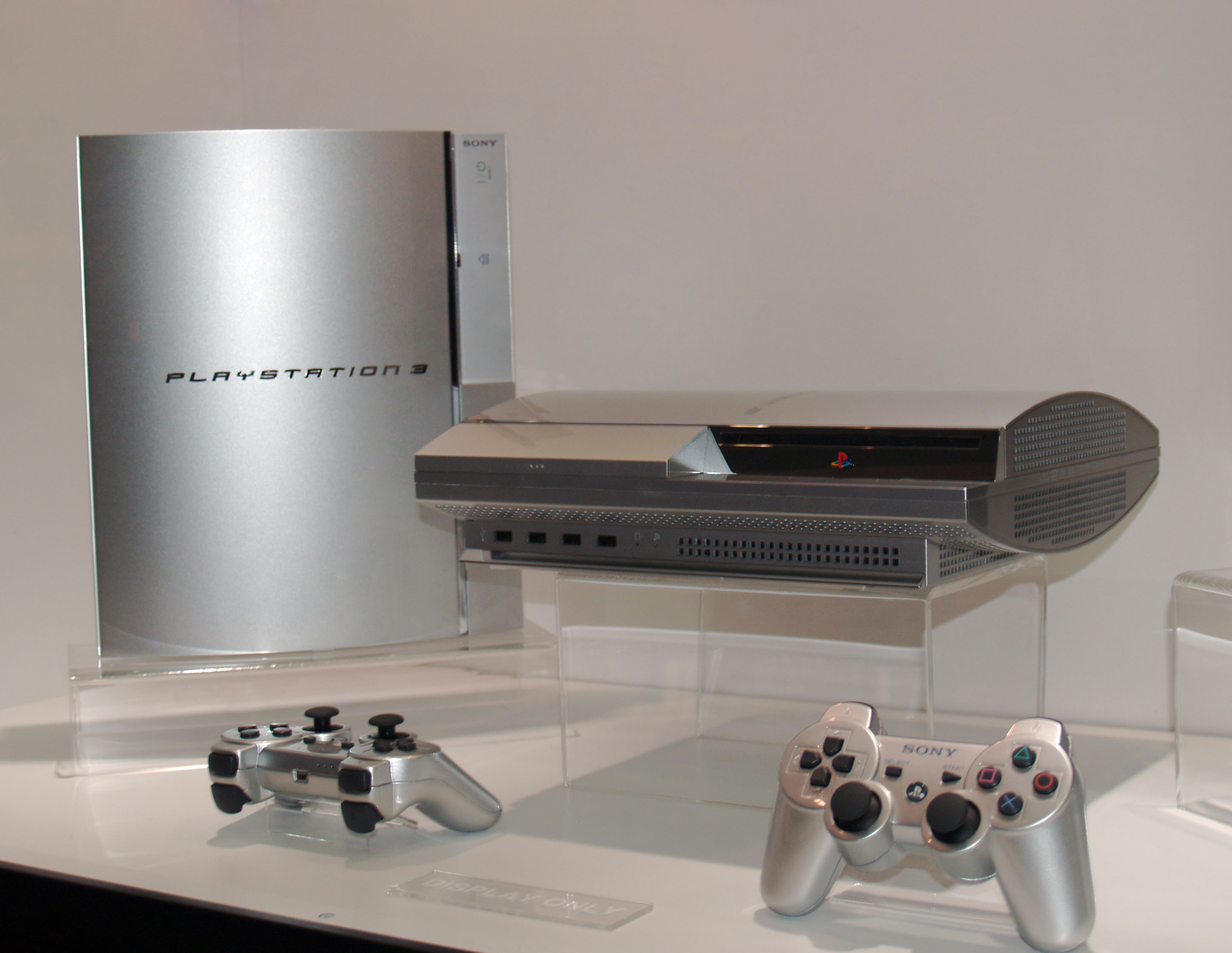
PlayStation 3 ve stříbrné barvě na předváděčce v roce 2006.

PlayStation 3 byl poprvé uveden na trh 11. listopadu 2006 v Japonsku v 7:00 ráno. Z průzkumu agentury Media Create vyplývá, že se za 24 hodin prodalo 81,639 kusů konzole PlayStation 3 v Japonsku. Brzy se uvedení na trh dočkala Severní Amerika, 17. listopadu 2006. Kvůli nedostatku kusů, které obyvatelstvo žádalo, se o poslední kusy PS3 bojovalo – příkladem je 60 lidí, které se rvali o 10 kusů konzole, předbíhání a další. Dne 24. ledna 2007 Sony oznámila vydání konzole v Evropě a Oceánii na březen kvůli nedostatečně vyrobeným kusům. Uvedení v Evropě a Oceánii se konalo 23. března 2007 a prodalo se 600,000 kusů za pouhé dva dny.

### PS3 Slim a změny
Už dlouhou dobu byly spekulace o překopané a předělané PlayStation 3. Spekulace se potvrdily, když 18. srpna 2009 Sony oznámila Sony PlayStation 3 s kódovým názvem CECH-2000 na konferenci Gamescom v Německu. Slim verze byla vydána ve všech oblastech najednou v září 2009. S příchodem slim modelu se také změnil typ psaní konzole. Místo PLAYSTATION 3 se píše PlayStation 3 jako u svých předchůdcích PlayStation či PlayStation 2, na slim modelu je ale místo PlayStation 3 napsána pouze zkratka PS3. Také se změnila bootovací obrazovka a místo nápisu Sony Computer Entertainment je nově napsáno PS3 PlayStation 3. Poslední změna se projevila v podobě nového designu obalů her pro PlayStation 3. V září 2012 byla uvedena na trh nová verze s označením PlayStation 3 Super Slim ve 12GB, 250GB a 500GB verzi – nová verze je menší, lehčí a nově má i mechanicky otvíratelnou Blu-Ray mechaniku.

## Hardware
Konzole PlayStation 3 je vypouklá na levé straně s logem vpravo nahoře, když je vertikální (čelní strana je vypouklá, když je v horizontální poloze) a má lesklý černý povrch. Designér PlayStationu 3, Teiyuo Goto, předvedl logo PlayStationu 3, které bylo inspirováno logem Spider-mana. Prezident SCEI, Ken Kutaragi, řekl: „Logo bylo jedním z prvních vlastností, které mohli určovat budoucí tvar a vzhled PlayStationu 3.“ Konzole obsahuje Blu-ray mechaniku s rychlostí 2× pro hry, Blu-ray filmy, DVD disky, CD disky a jiná optická média. Konzole byla původně nabízena s pevnými disky velikosti 20GB a 60GB a později jsou k dispozici modely velikostí pevného disku 320GB a 160GB. Dnes je v prodeji varianta 12 GB SSD disk a 500 GB.Ke všem modelům může být uživateli připojen pevný disk o velikosti 2,5 palce. Konzole má zabudovaný Bluetooth 2.0 (možno připojit až sedm zařízení), gigabitový Ethernet, USB 2.0 a HDMI 1.4.
Hardware PlayStationu 3 může být použit i pro postavení superpočítačů pro řešení pokročilých výpočetních úloh. Společnost Fixstars Solutions prodala verzi linuxového systému Yellow Dog Linux speciálně pro PlayStation 3, společnost RapidMind zase balíček pro streamované programování, ale v lednu 2009 je koupil Intel. V lednu 2007, doktor Frank Mueller, profesor informatiky na univerzitě NCSU v USA, vytvořil pracovní stanici z osmi PlayStationů 3. Mueller komentoval, že 256MB paměti je limitace zejména pro tyto aplikace, a proto nabádal v budoucnu k vyšší kapacitě operační paměti. Jako velmi cenově líbivý výkon seskupených PlayStationů 3 zakoupila americká armáda plno těchto konzolí pro výzkumné účely. V květnu 2007 SCE a Stanfordova univerzita uvolnili Folding@home. Tento program umožňuje vlastníkům konzole dát výpočetní výkon pro studování fyzikálních změn. V prosinci 2008 použila skupina hackerů 200 kusů konzole pro prolomení ochranného protokolu SSL.

### Procesor
Konzole používá procesor Cell (celým jménem Cell Broadband Engine), který vyvinuly firmy Sony, Toshiba a IBM. Procesor je postaven na architektuře PowerPC PPE a je taktován na 3.20GHz, dále obsahuje i osm SPE. Osmá jednotka SPE je vypnuta kvůli výnosu čipu. Pouze šest SPE ze sedmi je nabízeno pro vývojáře, sedmé je vyhrazeno pro operační systém konzole. Konzole obsahuje 256MB hlavní paměti typu XDR.

#### Specifikace
- Procesor taktován na frekvenci 3,20 GHz, vyroben pomocí 45nm procesu
- Architektura Power Processing Elements (PPE), která vychází z architektury PowerPC
  - Dvoucestná multithreadová architektura PPE
  - Procesor obsahuje mezipaměť první úrovně o velikosti 64KB a druhé úrovně o velikosti 512KB
  - Velikost mezipaměťové linky je 128 bitů
  - Osm jednotek SPE (Synergistic Processing Elements)
  - Jednu SPE tvoří jednotka SP, SPU, Memory Flow řadič, přímý přístup do paměti DMA, jednotka správy paměti MMU a sběrnice
    - 256 KB SRAM na jednu SPE jednotku
- Sběrnice EIB (Element Interconnect Bus)
- V jednovláknových aplikací má procesor Cell teoretický výkon 25,6 GFLOPS

### Grafický čip
Konzoli pohání grafický čip Reality Synthesizer (zkr. RSX), kterou vytvořila společnost NVIDIA speciálně pro tuto konzoli. Čip běží na frekvenci 550 MHz, původně byl vyroben 90nm procesem, později 65nm (2008) a nyní 40nm (2010). Čip je postaven na architektuře jádra NV78 (řada NVIDIA GeForce 7800) a obsahuje přes 300 milionů tranzistorů. Má k dispozici celkem 256MB paměti typu GDDR3 běžící na 700 MHz, která je napojena na 128bitovou sběrnici. Prezident společnosti NVIDIA, Jensen Huang, na výstavě E3 v roce 2005 prohlásil, že grafický čip NVIDIA RSX je 2× rychlejší, než grafická karta NVIDIA GeForce 6800 Ultra.

#### Specifikace
- Jádro taktované na 550MHz, vyrobené pomocí 40nm procesu
- Postaveno na čipu NVIDIA NV74 (Řada NVIDIA GeForce 7800 GTX)
  - Obsahuje přes 300 milionů tranzistorů
  - Nezávislé pixel a shader jednotky
  - 24 paralelních pixel shader ALU jednotek taktovaných na 550MHz
    - 5 ALU operací na pipeline
    - 27 FLOPS na pipeline

  - 8 paralelních vertex pipeline
    - 2 ALU operace na pipeline
    - 10 FLOPS na pipeline

  - FLOPS operace činí 400GFLOPS
- 24 TF jednotek a 8 TA jednotek
  - Maximální fillrate texelů činí 12GT za sekundu
- 8 ROPs
  - Nejvíce možný fillrate pixelů (teoretický) činí 4Gp za sekundu
  - Maximální frekvence Z-bufferingu činí 8GS za sekundu
- Maximální skalární součin operací činí 51 miliard za sekundu (kombinace s procesorem Cell)
- 128bitový pixel rendering v kombinaci s HDR
- 256 MB paměti typu GDDR3 taktovaných na 700MHz
  - Propustnost činí 22,4GB za sekundu
- Rozhraní sběrnice procesoru Cell
  - Čtení 20GB/s a zapisování 15GB/s
  - Podpora OpenGL ES a texturovací komprese S3TC

## Bezdrátový ovladač DUALSHOCK 3
Ovladač je designově a ovladatelností téměř stejný jako u předchozích typů, jen s tím rozdílem, že má místo předních dolních tlačítek „R2“ a „L2“ tentokrát analogové páčky „R2“ a „L2“, připomínající spoušť u zbraně, větší základní tlačítka („trojúhelník“, „křížek“, „čtverec“, „kolečko“), nové multifunkční tlačítko „PS Home“, je vyroben z kvalitnějšího materiálu a není propojen kabelem, ale ovládán pomocí bezdrátového Bluetooth.Typ baterie-zabudovaná dobíjecí litium-iontová baterie, napětí-DC 3,7 V, kapacita baterie-610mAh a přibližná hmotnost 193g. Baterie má vydržet až 30 hodin používání při jednom nabití.

## Kompatibilita
Všechny modely PS3 dokáží přehrát hry systému PlayStation. Zpětná kompatibilita PS2 PS3 závisí především na jednotlivých modelech PS3. Dřívější americké a japonské modely vyráběné ke konci roku 2006, zvané „PLAYSTATION 3 60GB“ (sériové číslo CECHAXX), mají emulaci PS2 titulu pomocí samotného zabudovaného PS2 hardwaru uvnitř samotné konzole PS3. Tímto způsobem emulace je možno přehrát 95% všech PS2 her. Dále se tyto modely přestaly vyrábět a na trh zavítal model „CECHCXX“. Tento model byl prodáván celosvětově a emulace PS2 her probíhala přes zabudovaný software, systém už tedy neměl zabudovaný PS2 procesor. Tento způsob emulace dokázal přehrát už pouze 75% všech her PS2 a velice snižoval kvalitu her. V takovém případě je samotný systém PlayStation 2 tedy lepší přehrávač pro hry PS2. Na jaře roku 2008 Sony ohlásilo konec výroby PS3 60GB a tak se i na podzim stalo. Začal se vyrábět nový model 80GB. Nový model kromě výrazného snížení počtu funkcí úplně ztratil funkci emulace PS2 her. Od té doby PlayStation 3 už nedokáže přehrávat PS2 hry. V roce 2012 Sony na PlayStation Store začala prodávat vybrané PS2 hry, které fungují na PS3.

## PlayStation Store
PlayStation Store je internetový obchod, ze kterého lze stahovat demoverze např. Gran Turismo 5 nebo UNCHARTED, ukázky z High Definition filmů, videa z promo akcí a další. Dále obsahuje zdarma ke stažení službu Home, ve které bude hráč ovládat svého avatára, bude mít svůj virtuální pokoj, bude si moci popovídat s kamarády, domlouvat se vyměňování věcí a stahovat si objekty do her.
PlayStation 3 podporuje DVD Blu-ray a DivX, má Wi-Fi, Ethernet, pevný disk, HDMI, full HD, remote play (na hraní her, přehrávání filmů, dívání se na televizi a prohlížení si fotek na svém přenosném zařízení PlayStation Portable), čip CELL Broadband engine a grafický čip RSX.